# Vườn quốc gia Tây Úc
Dưới đây là danh sách các vườn quốc gia thuộc tiểu bang Tây Úc, Úc:

## A
- Vườn quốc gia Avon Valley

## B
- Vườn quốc gia Badgingarra
- Vườn quốc gia Beedelup
- Vườn quốc gia Beelu (tên cũ là Mundaring)
- Vườn quốc gia Boorabbin
- Vườn quốc gia Brockman

## C
- Vườn quốc gia Cape Arid
- Vườn quốc gia Cape Le Grand
- Vườn quốc gia Cape Range

## D
- Vườn quốc gia D'Entrecasteaux
- Vườn quốc gia Drysdale River

## F
- Vườn quốc gia sông Fitzgerald
- Vườn quốc gia Francois Peron

## G
- Vườn quốc gia Geikie Gorge
- Vườn quốc gia Gloucester
- Vườn quốc gia Gull Rock

## J
- Vườn quốc gia John Forrest

## K
- Vườn quốc gia Kalbarri
- Vườn quốc gia Karijini
- Vườn quốc gia Karlamilyi (tên cũ là Rudall River)
- Vườn quốc gia Kennedy Range
- Vườn quốc gia Korung (tên cũ là Pickering Brook)

## L
- Vườn quốc gia Leeuwin-Naturaliste
- Vườn quốc gia Lesueur

## M
- Vườn quốc gia Midgegooroo (tên cũ là Canning)
- Vườn quốc gia Millstream-Chichester
- Vườn quốc gia Mirima
- Mitchell River
- Vườn quốc gia Mount Augustus
- Vườn quốc gia Mount Frankland

## N
- Vườn quốc gia Nambung
- Vườn quốc gia Neerabup

## P
- Vườn quốc gia Porongurup
- Vườn quốc gia Purnululu

## S
- Vườn quốc gia Serpentine
- Vườn quốc gia Shannon
- Vườn quốc gia Stirling Range
- Vườn quốc gia Stokes

## T
- Vườn quốc gia Torndirrup
- Vườn quốc gia Tuart Forest
- Vườn quốc gia Tunnel Creek

## W
- Vườn quốc gia Walpole-Nornalup
- Vườn quốc gia Walyunga
- Vườn quốc gia Wandoo
- Vườn quốc gia Warren
- Vườn quốc gia Watheroo
- Vườn quốc gia Waychinicup
- Vườn quốc gia Wellington
- Vườn quốc gia West Cape Howe
- Vườn quốc gia William Bay
- Vườn quốc gia Windjana Gorge
- Vườn quốc gia Wolfe Creek Crater

## Y
- Vườn quốc gia Yalgorup
- Vườn quốc gia Yanchep